# Греческу, Дмитрий
Дмитрий Греческу (рум. Dimitrie Grecescu, 15 июня 1841, Кернети, Румыния — 2 октября 1910, Бухарест, Румыния) — румынский ботаник и врач.

## Биография
Родился 15 июня 1841 года в Кернети. Профессор ботаники Высшей школы медицины и фармации в Бухаресте. Основатель и директор первого в Румынии Ботанического сада.
Скончался 2 октября 1910 года в Бухаресте.

## Научные работы
Основные научные работы посвящены флористике и геоботанике.
- Разработал приближённую к естественной классификации растений.
- Автор капитального труда по флоре лекарственных растений.
- Один из основоположников флористических и геоботанических исследований в Румынии.